# Charles Asati
Charles Asati (* 3. März 1946 in Kisii) ist ein ehemaliger kenianischer Sprinter und Olympiasieger.
Bei den Olympischen Spielen 1968 in Mexiko-Stadt trat Asati in drei Disziplinen an. Im 100-Meter-Lauf schied er mit 10,63 s im Vorlauf aus, über 200 Meter überstand er den Vorlauf in 20,66 s, schied aber im Viertelfinale aus. In der 4-mal-400-Meter-Staffel gewann die kenianische Mannschaft in der Besetzung Asati, Munyoro Nyamau, Naftali Bon und Daniel Rudisha überraschend Silber in 2:59,64 min hinter der Stafette aus den Vereinigten Staaten, deren Weltrekord von 2:56,16 min erst 1992 unterboten wurde.
1970 siegte Asati bei den British Commonwealth Games in Edinburgh im 400-Meter-Lauf in 45,01 s und holte Bronze über 200 Meter in 20,74 s. Die Stafette in der Besetzung Nyamau, Julius Sang, Robert Ouko und Asati siegte in 3:03,63 min.
Den 400-Meter-Lauf bei den Olympischen Spielen 1972 gewann der US-Amerikaner Vince Matthews vor seinem Landsmann Wayne Collett und Julius Sang. Charles Asati wurde in 45,13 s Vierter. Bei der Siegerehrung verhielten sich Matthews und Collett so, dass die Mannschaftsleitung der Vereinigten Staaten die beiden von der Staffel ausschloss. Da sich John Smith im Finale über 400 Meter verletzt hatte, war die hochfavorisierte US-Stafette geplatzt. Im Finale blieb das kenianische Quartett mit 2:59,83 min als einziges unter drei Minuten und gewann in der Besetzung Asati, Nyamau, Ouko und Sang Gold.
Bei den British Commonwealth Games 1974 in Christchurch konnte Asati seinen Doppelsieg von 1970 wiederholen. Den 400-Meter-Lauf gewann er in 46,04 s, und die Stafette gewann in 3:04,43 min in der Besetzung Asati, Francis Musyoki, William Koskei und Sang.
Charles Asati ist 1,78 m groß und wog in seiner aktiven Zeit 68 kg.